# Daniela Vergara
Daniela Vergara, née à Alexandrie en Égypte le 8 mai 1951, est une journaliste italienne.

## Biographie
Daniela Vergara est née en Égypte, mais très jeune elle rentre avec la famille en Italie et elle s’établit à Milan. Elle fait ses études à l’École européenne de Varèse, puis elle s’inscrit à l’université où elle obtient un diplôme en sciences politiques. En 1982, elle s’inscrit à l’ordre des journalistes.
Elle commence à travailler pour la RAI d’abord pour la radio en 1981 et puis en 1987 elle passe à la chaine télévisée RAI 3. Elle s’occupe de préférence de journalisme politique et elle a souvent l’occasion de suivre les différents Présidents de la République italienne dans son cadre d’envoyé spécial pour le TG2. 

## Récompenses et distinctions
- En 2008 elle reçoit le prix « Matilde Serao ».
- Le 21 mai 2011 elle reçoit le prix « Hernest Hemingway » pour le journalisme radio-télévisé[2].